# أتيليلو هيريرا
أتيليلو هيريرا (بالإسبانية: Atilio Herrera)‏ هو لاعب كرة قدم أرجنتيني، ولد في 21 يناير 1951 في بوينس آيرس في الأرجنتين. لعب مع ديبورتيس ماجالانز وريفر بليت.